# Echo và Narcissus (tranh của Waterhouse)
Echo và Narcissus là một bức tranh do John William Waterhouse vẽ năm 1903, minh họa cho bài thơ cùng tên từ sử thi Metamorphoses của Ovid.
John William Waterhouse (1847–1917) là một họa sĩ người Anh theo phong cách Tiền Raphael. Ông đã vẽ hơn 200 tác phẩm, chủ yếu là các tác phẩm về đề tài thần thoại cổ điển và các chủ đề lịch sử hoặc văn học. Một trong những chủ đề phổ biến của Waterhouse là femme fatale, có nghĩa là người phụ nữ quyến rũ một người đàn ông.
Echo và Narcissus là tác phẩm thuộc thể loại thần thoại cổ điển. Trong phiên bản thần thoại của Ovid, Narcissus là con trai của thần sông Cephissus và nữ thần Liriope. Cha mẹ chàng được thông báo rằng con trai mình sẽ sống đến già nếu không nhìn vào hình ảnh phản chiếu của mình. Trong suốt cuộc đời, chàng Narcissus bỏ qua tất cả những lời mời gọi tình yêu lẫn sắc đẹp của các nữ thần quyến rũ. Một trong số các nữ thần bị Narcissus từ chối là Echo. Nàng buồn bã, trầm mặc vì bị người mình thương phũ phàng xé nát con tim nên quyết định lao đầu vào một cuộc sống phù phiếm, lãng phí tuổi xuân và thầm khấn nguyện cho Narcissus phải đền tội vì đã không yêu mình. Những lời của Echo vang đến tai nữ thần Nemesis và được bà đáp lại. Nemesis bắt Narcissus đem lòng yêu chính hình bóng phản chiếu của mình. Kết cục, Narcissus nhìn vào hình bóng ấy thật lâu đến khi cái chết gõ cửa. Khi Narcissus xuống mồ, ai đó đã đặt một đóa thủy tiên lớn trên mộ chàng.
Bức tranh được vẽ bằng dầu trên vải và có kích thước 109,2 xentimét (43 in)  x 189,2 xentimét (74 in). Nó là một phần của bộ sưu tập Victoria trong Phòng trưng bày nghệ thuật Walker ở Liverpool, Mer Jerseyide, Anh và được bảo tàng mua lại vào năm 1903. Bức tranh miêu tả Echo cố quyến rũ Narcissus, nhưng chàng làm ngơ và chỉ say mê ngắm cái bóng phản chiếu của chính mình.